# Momuy
Momuy – miejscowość i gmina we Francji, w regionie Nowa Akwitania, w departamencie Landy.
Według danych na rok 1990 gminę zamieszkiwało 386 osób, a gęstość zaludnienia wynosiła 29 osób/km² (wśród 2290 gmin Akwitanii Momuy plasuje się na 804. miejscu pod względem liczby ludności, natomiast pod względem powierzchni na miejscu 863.).